# Lyman Frank Baum
Pour les articles homonymes, voir Baum.
Œuvres principales
- Le Magicien d'Oz (1900)

Lyman Frank Baum (né le 15 mai 1856 à Chittenango, mort le 6 mai 1919 à Hollywood) est un écrivain, un acteur et un réalisateur indépendant américain, plus connu comme créateur, avec l'illustrateur William Wallace Denslow, d'un des livres pour enfants les plus populaires aux États-Unis : Le Magicien d'Oz (1900). Il écrivit treize suites, neuf autres romans sur la fantasy, et fit de nombreux efforts pour porter son travail à l'écran.
Il est l'arrière-grand-père de Roger S. Baum, qui a poursuivi son œuvre.

## Biographie
Il est né à Chittenango dans l'État de New York en 1856. Il a des ancêtres britanniques et allemands. Il est le fils de Benjamin Ward Baum  et Cynthia Ann. Son père était négociant, il travaillait dans le domaine du pétrole en Pennsylvanie. À l'âge de 12 ans, Frank étudie durant deux ans à l'Académie militaire Peekskill.
À 17 ans, son père lui offre une petite rotative. Avec son frère Henry, ils créent le journal The Rose Lawn Home Journal, puis le The Stamp Collector, et plus tard ils publient des timbres. À 20 ans, il publie un mensuel, le The Poultry Record. C'est en 1886, à l'âge de 30 ans, qu'il publie son premier roman, The Book of the Hamburgs: A Brief Treatise upon the Mating, Rearing, and Management of the Different Varieties of Hamburgs. 

En 1890, Peu après le Massacre de Wounded Knee, il écrit dans le The Aberdeen Saturday Pioneer (en) du samedi 3 janvier 1891 : 
« L'Aberdeen Saturday Pioneer a par le passé déclaré que notre sûreté dépendait de l'extermination des Indiens. Après leur avoir fait du tort pendant des siècles, nous devrions, afin de protéger notre civilisation, insister encore et débarrasser la terre de ces créatures indomptées et indomptables. De cela dépend la sécurité des colons et des soldats commandés par des incompétents. Autrement, nous pouvons nous attendre à ce que les années futures nous apportent autant de déboires avec les Peaux Rouges que les années passées. »
En 1900, il publie The Art of Decorating Dry Goods Windows and Interiors, où il présente notamment The Vanishing Lady, ainsi que son célèbre livre pour la jeunesse The Wonderful Wizard of Oz (en français Le Magicien d'Oz), un roman d’aventure fantastique avec la petite Dorothy, l’Épouvantail, le Bûcheron de Fer-blanc et le Lion Froussard.
Lyman Frank Baum s’éteint le 6 mai 1919 des suites d’un accident vasculaire cérébral. Il est enterré au cimetière de Forest Lawn Memorial Park de Glendale en Californie.

### Livres d'Oz
Pour un article plus général, voir Liste des romans sur le pays d'Oz.

### Tomes originaux
1. Le Magicien d'Oz (The Wonderful Wizard of Oz), 1900
2. Le Merveilleux pays d'Oz (The Marvelous Land of Oz), 1904
3. Ozma, la princesse d'Oz (Ozma of Oz), 1907

### Suppléments à la série et histoires courtes de personnages apparus dans les livres
- Dorothy and the Wizard in Oz (1908)
- The Road to Oz (1909)
- The Emerald City of Oz (1910)
- The Patchwork Girl of Oz (1913)
- Tik-Tok of Oz (1914)
- The Scarecrow of Oz (1915)
- Rinkitink in Oz (1916)
- The Lost Princess of Oz (1917)
- The Tin Woodman of Oz (1918)
- The Magic of Oz (1919, ouvrage posthume)
- Glinda of Oz (1920, ouvrage posthume)
- Queer Visitors from the Marvelous Land of Oz (1905)

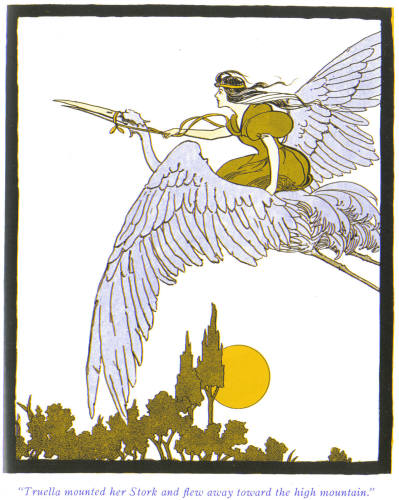
Frank Ver Beck, Princesse
Truella, personnage de The Magical Monarch of Mo.

- Little Wizard Stories of Oz (1913)

### Autres livres
- Mother Goose in Prose (récits en prose des Les Contes de ma mère l'Oye, (1897)
- By the Candelabra's Glare (poésie, 1898)[4]
- Father Goose: His Book (poésie absurde, 1899)
- The Magical Monarch of Mo (publié originellement en 1900 sous le nom A New Wonderland ; fantasy, 1903)
- The Army Alphabet (poésie, 1900)
- The Navy Alphabet (poésie, 1900)
- Dot and Tot of Merryland (fantasy, 1901)
- American Fairy Tales (fantasy, 1901)
- The Master Key: An Electrical Fairy Tale (fantasy, 1901)
- The Life and Adventures of Santa Claus (1902)
- The Enchanted Island of Yew (fantasy, 1903)
- Queen Zixi of Ix  (fantasy, 1905)
- John Dough and the Cherub (fantasy, 1906)
- Father Goose's Year Book: Quaint Quacks and Feathered Shafts for Mature Children (poésie absurde, 1907)
- The Daring Twins: A Story for Young Folk (roman, 1911 ; réimprimé en 2006 sous le nom The Secret of the Lost Fortune)
- Les Fées Marines (The Sea Fairies) (fantasy, 1911)
- Sky Island (fantasy, 1912)
- Phoebe Daring: A Story for Young Folk (roman, 1912 ; réimprimé en 2008 sous le nom Unjustly Accused!)
- Our Married Life (roman, 1912)
- Johnson (roman, 1912)
- Molly Oodle (roman, 1914)
- The Mystery of Bonita (roman, 1914)

## Filmographie

### Comme scénariste
- 1910 : The Land of Oz d'Otis Turner
- 1916 : In Dreamy Jungletown
- 1915 : Pies and Poetry
- 1915 : The Gray Nun of Belgium
- 1915 : The Country Circus
- 1915 : The Magic Bon Bons
- 1916 : In Dreamy Jungletown
- 1974 : Journey Back to Oz
- 2005 : The Wonderful Wizard of Oz Storybook
- 2006 : Apocalypse Oz

### Comme producteur
- 1908 : The Fairylogue and Radio-Plays
- 1910 : The Land of Oz d'Otis Turner
- 1914 : The Patchwork Girl of Oz
- 1914 : The Magic Cloak of Oz
- 1914 : His Majesty, the Scarecrow of Oz
- 1914 : The Last Egyptian
- 1915 : A Box of Bandits
- 1915 : The Country Circus
- 1915 : The Magic Bon Bons

### Comme acteur
- 1908 : The Fairylogue and Radio-Plays : The Royal Historian of Oz
- 1916 : Roaring Camp : The Gambler
- 1918 : The Flash of Fate : Dave Hinman

### Biographie
- 1990 : The Dreamer of Oz: The L. Frank Baum Story : John Ritter dans le rôle de Lyman Frank Baum